# 现代出版社
现代出版社是中华人民共和国的一家出版社，成立于1982年，隶属于国家出版事业管理局直属事业单位的中国出版对外贸易总公司（简称“版图公司”）。社址位于北京市。现隶属于中国出版集团。

## 历史沿革
1997年，现代出版社获国家新闻出版署评为“全国良好出版社”。2011年，现代出版社正式更名为现代出版社有限公司。